# 冨田博之
冨田 博之（とみた ひろゆき、1922年6月20日 - 1994年12月21日）は、児童演劇作家、評論家。白百合女子大学教授、日本児童文学学会会長を務めた。妻は児童劇作家の小池タミ子。

## 経歴
福島県生まれ。学生の頃より日本学校劇連盟、日本少年文化研究会の活動に参加する。1941年（昭和16年）に青山師範学校（現：東京学芸大学）専攻科を卒業後、徳島県で小学校教師を務める。第二次世界大戦では応召され、復員後、日本学校劇連盟（現：日本演劇教育連盟）および機関誌『学校劇』（現：『演劇と教育』）の再建に携わる。1951年（昭和26年）には民芸少年劇『山びこ学校』の脚色を担当する。1976年（昭和51年）に刊行した『日本児童演劇史』で第30回毎日出版文化賞（1976年）、第17回日本児童文学者協会賞（1977年）、芸術選奨文部大臣賞（1977年）を受賞。1981年（昭和56年）より日本演劇教育連盟委員長。1983年（昭和58年）、子ども演劇資料館を開設する。1990年（平成2年）に紫綬褒章受章。1993年（平成5年）より日本児童文学学会会長となるも、翌年急逝。72歳没。

## 著書
- 『学校劇の建設 学校劇のコース・オブ・スタディ』日本教育出版社　1949
- 『小さな学芸会』いわさきちひろ絵　国土社　1951
- 『学校劇脚本の書きかた』アルス　1954
- 『私たちのクラブ活動 7　演劇』三十書房　1954
- 『演劇教育』国土社　1958　芸術教育双書
- 『ぼくはテレビのけらいじゃない 児童劇集』国土社　1962
- 『ぼくらの学級学芸会』市川禎男絵　国土社　1964
- 『現代演劇教育論』日本演劇教育連盟　1974
- 『日本のわらい話』前川かずお絵　学習研究社　1974
- 『世界のわらい話』前川かずお絵　学習研究社　1975
- 『日本児童演劇史』東京書籍　1976
- 『日本のおとぎ話』学習研究社　1977　学研・絵ものがたり
- 『日本のとんち話』学習研究社　1977　学研・絵ものがたり
- 『日本のちえくらべ話』学習研究社　1980　学研・絵ものがたり
- 『学校文化活動論 学校の甦りのために』明治図書出版　1984　教育科学全書
- 『賢治と南吉の演劇世界』国土社の教育選書　1991
- 『児童文化時評 1972～1994年』久山社　1996　日本児童文化史叢書
- 『日本演劇教育史』国土社　1998

-その他民話の再話もの多数。

## 共編
- 『どこかで春が 演劇教育の実践記録』佐藤一男共編　三一書房　1957
- 『集会・行事の構成と演出 小学校／中学校』編　明治図書出版　1976-77　特別活動研究双書
- 『赤い鳥 童話劇集』編　東京書籍　1979
- 『児童文学研究の軌跡』上笙一郎共編　久山社　1987